# Paratriodonta vicina
Paratriodonta vicina är en skalbaggsart som beskrevs av Baraud 1962. Paratriodonta vicina ingår i släktet Paratriodonta och familjen Melolonthidae. Inga underarter finns listade i Catalogue of Life.